# Giorgio Spitella
Giorgio Spitella (Foligno, 21 giugno 1925 – Roma, 9 aprile 2001) è stato un politico italiano.

## Biografia
Giorgio Spitella nasce a Foligno nel 1925. Frequenta il Regio Liceo Pontano Sansi di Spoleto dove insegnerà dal 1951 al 1954. Inizia nel 1956 la sua attività politica come segretario provinciale della Democrazia Cristiana di Perugia, dopo aver militato nella Gioventù Italiana dell'Azione Cattolica umbra.
Nel 1968 è eletto deputato fino al 1976 quando si presenta come senatore, riconfermato fino al 1992, facendo parte delle Commissioni istruzione pubblica, beni culturali, affari esteri, dell'assemblea parlamentare del Consiglio d'Europa e dell'Unione europea occidentale (Ueo). È inoltre sottosegretario alla Pubblica Istruzione e ai Beni culturali e ambientali durante il terzo, quarto e quinto governo Andreotti.
Nel 1982 è eletto rettore dell'Università per stranieri di Perugia, carica che mantiene per dodici anni.
Nel 2018 il Comune di Perugia gli ha intitolato un piazzale.